# Dejr Rafat
Dejr Rafat (hebrejsky דיר ראפאת, arabsky دير رفات, v oficiálním přepisu do angličtiny Deir Rafat) je křesťanský klášter a obec v Izraeli, v Jeruzalémském distriktu, v Oblastní radě Mate Jehuda.

## Geografie
Leží v nadmořské výšce 249 metrů v pahorkatině Šefela, nedaleko západního okraje Judských hor. Jižně od obce protéká širokým údolím potok Sorek.
Obec se nachází 28 kilometrů od břehu Středozemního moře, cca 37 kilometrů jihovýchodně od centra Tel Avivu, cca 27 kilometrů západně od historického jádra Jeruzalému a cca 5 kilometrů severozápadně od Bejt Šemeš. Dejr Rafat obývají izraelští Arabové, přičemž osídlení v tomto regionu je ale etnicky převážně židovské.
Dejr Rafat je na dopravní síť napojen pomocí lokální silnice číslo 3835.

## Dějiny
Do roku 1948 se zde rozkládala arabská vesnice Dejr Rafat. Roku 1931 měla 218 obyvatel a 69 domů. Stála v ní mešita al-Hadž Hasan a na západním okraji obce komplex křesťanského kláštera. Během války za nezávislost v roce 1948 byla vesnice v rámci druhé fáze Operace Danny dobyta Izraelci. Arabské osídlení tu pak skončilo. V druhé polovině října 1948 pak byla zástavba opuštěné vesnice zbořena. Zůstal stát jen komplex kláštera, ve kterém bylo ponecháno jeho osazenstvo. Klášter má statut samostatné administrativní obce. Od roku 2009 jej využívá ženská komunita řeholního společenství Mnišská rodina Betléma, Nanebevzetí Panny Marie a sv. Bruna a je vyhledávaným místem pro duchovní cvičení.

## Demografie
Podle údajů z roku 2014 tvořili obyvatelstvo v Dejr Rafat Arabové. K 31. prosinci 2014 zde žilo 79 lidí.
| Rok            | 1931 | 1945 | 1983 | 1995 | 2001 | 2003 | 2004 | 2005 | 2006 | 2007 | 2008 | 2009 | 2010 | 2011 | 2012 | 2013 | 2014 |
| -------------- | ---- | ---- | ---- | ---- | ---- | ---- | ---- | ---- | ---- | ---- | ---- | ---- | ---- | ---- | ---- | ---- | ---- |
| Počet obyvatel | 218  | 430  | 41   | 39   | 38   | 51   | 76   | 79   | 81   | 77   | 79   | 81   | 82   | 66   | -    | -    | 79   |